# Ronde van Spanje 2009/Startlijst
Dit artikel beschrijft de startlijst van de Ronde van Spanje 2009. In totaal stonden er 198 renners aan de start, verdeeld over 22 ploegen.

## Overzicht

### Euskaltel-Euskadi
| # | renner          | prestaties deze ronde | opmerkingen |
| - | --------------- | --------------------- | ----------- |
| 1 | Samuel Sánchez  |                       |             |
| 2 | Igor Antón      |                       |             |
| 3 | Aitor Hernández |                       |             |
| 4 | Iñaki Isasi     |                       |             |
| 5 | Markel Irizar   |                       |             |
| 6 | Egoi Martínez   |                       |             |
| 7 | Alan Pérez      |                       |             |
| 8 | Rubén Pérez     |                       |             |
| 9 | Amets Txurruka  |                       |             |

### AG2R-La Mondiale
| #  | renner             | prestaties deze ronde | opmerkingen                  |
| -- | ------------------ | --------------------- | ---------------------------- |
| 11 | Tadej Valjavec     |                       |                              |
| 12 | José Luis Arrieta  |                       |                              |
| 13 | Aleksandr Jefimkin |                       | uitgevallen in de 17e etappe |
| 14 | John Gadret        |                       | uitgevallen in de 11e etappe |
| 15 | Sébastien Hinault  |                       |                              |
| 16 | Julien Loubet      |                       | uitgevallen in de 18e etappe |
| 17 | Rinaldo Nocentini  |                       | uitgevallen in de 13e etappe |
| 18 | Christophe Riblon  |                       |                              |
| 19 | Ludovic Turpin     |                       |                              |

### Andalucía-CajaSur
| #  | renner                  | prestaties deze ronde | opmerkingen                   |
| -- | ----------------------- | --------------------- | ----------------------------- |
| 21 | Xavier Tondó            |                       | niet gestart in de 14e etappe |
| 22 | Manuel Calvente         |                       |                               |
| 23 | José Antonio Lopez      |                       | uitgevallen in de 10e etappe  |
| 24 | Francisco José Martínez |                       |                               |
| 25 | Manuel Ortega Ocaña     |                       | uitgevallen in de 6e etappe   |
| 26 | Antonio Piedra          |                       |                               |
| 27 | Javier Ramirez          |                       |                               |
| 28 | Jesús Rosendo           |                       |                               |
| 29 | José Ruiz               |                       |                               |

### Astana
| #  | renner               | prestaties deze ronde | opmerkingen                   |
| -- | -------------------- | --------------------- | ----------------------------- |
| 31 | Haimar Zubeldia      |                       |                               |
| 32 | Asan Bazajev         |                       |                               |
| 33 | Jesús Hernández      |                       |                               |
| 34 | Chris Horner         |                       | niet gestart in de 5e etappe  |
| 35 | Maksim Iglinski      |                       | niet gestart in de 18e etappe |
| 36 | Daniel Navarro       |                       |                               |
| 37 | José Luis Rubiera    |                       | uitgevallen in de 12e etappe  |
| 38 | Michael Schär        |                       |                               |
| 39 | Aleksandr Vinokoerov |                       | uitgevallen in de 12e etappe  |

### Bbox Bouygues Télécom
| #  | renner              | prestaties deze ronde | opmerkingen                  |
| -- | ------------------- | --------------------- | ---------------------------- |
| 41 | Pierrick Fédrigo    |                       | uitgevallen in de 12e etappe |
| 42 | Giovanni Bernaudeau |                       | uitgevallen in de 8e etappe  |
| 43 | Olivier Bonnaire    |                       |                              |
| 44 | William Bonnet      |                       |                              |
| 45 | Franck Bouyer       |                       | uitgevallen in de 13e etappe |
| 46 | Damien Gaudin       |                       |                              |
| 47 | Vincent Jérôme      |                       | uitgevallen in de 8e etappe  |
| 48 | Laurent Lefèvre     |                       | uitgevallen in de 9e etappe  |
| 49 | Matthieu Sprick     |                       |                              |

### Caisse d'Epargne
| #  | renner                     | prestaties deze ronde                     | opmerkingen |
| -- | -------------------------- | ----------------------------------------- | ----------- |
| 51 | Alejandro Valverde         | winnaar eindklassement en combiklassement |             |
| 52 | Imanol Erviti              |                                           |             |
| 53 | José Vicente García Acosta |                                           |             |
| 54 | Vasil Kiryjenka            |                                           |             |
| 55 | Daniel Moreno              |                                           |             |
| 56 | David López García         |                                           |             |
| 57 | Francisco Pérez Sánchez    |                                           |             |
| 58 | Joaquim Rodríguez          |                                           |             |
| 59 | Xabier Zandio              |                                           |             |

### Cervélo TestTeam
| #  | renner                     | prestaties deze ronde | opmerkingen                   |
| -- | -------------------------- | --------------------- | ----------------------------- |
| 61 | Íñigo Cuesta               |                       |                               |
| 62 | Philip Deignan             | winnaar 18e etappe    |                               |
| 63 | Xavier Florencio           |                       |                               |
| 64 | Simon Gerrans              | winnaar 10e etappe    | uitgevallen in de 13e etappe  |
| 65 | José Ángel Gómez Marchante |                       |                               |
| 66 | Roger Hammond              |                       |                               |
| 67 | Ignatas Konovalovas        |                       | niet gestart in de 14e etappe |
| 68 | Gabriel Rasch              |                       |                               |
| 69 | Dominique Rollin           |                       | uitgevallen in de 13e etappe  |

### Cofidis
| #  | renner             | prestaties deze ronde                     | opmerkingen |
| -- | ------------------ | ----------------------------------------- | ----------- |
| 71 | David Moncoutié    | winnaar 13e etappe winnaar bergklassement |             |
| 72 | Mickaël Buffaz     |                                           |             |
| 73 | Jean Eudes Demaret |                                           |             |
| 74 | Leonardo Duque     |                                           |             |
| 75 | Julien El Fares    |                                           |             |
| 76 | Bingen Fernández   |                                           |             |
| 77 | Amaël Moinard      |                                           |             |
| 78 | Damien Monier      |                                           |             |
| 79 | Rein Taaramäe      |                                           |             |

### Contentpolis-Ampo
| #  | renner                 | prestaties deze ronde | opmerkingen                  |
| -- | ---------------------- | --------------------- | ---------------------------- |
| 81 | Julián Sánchez         |                       |                              |
| 82 | Javier Benítez         |                       |                              |
| 83 | Sergio Domínguez       |                       | uitgevallen in de 19e etappe |
| 84 | Òscar García           |                       | uitgevallen in de 6e etappe  |
| 85 | Mikel Gaztañaga        |                       | uitgevallen in de 9e etappe  |
| 86 | Francisco José Pacheco |                       |                              |
| 87 | Adrián Palomares       |                       |                              |
| 88 | Aitor Pérez            |                       |                              |
| 89 | Manuel Vázquez Hueso   |                       |                              |

### La Française des Jeux
| #  | renner             | prestaties deze ronde | opmerkingen                  |
| -- | ------------------ | --------------------- | ---------------------------- |
| 91 | Sandy Casar        |                       | uitgevallen in de 14e etappe |
| 92 | Sébastien Chavanel |                       | uitgevallen in de 13e etappe |
| 93 | Mikaël Cherel      |                       |                              |
| 94 | Rémy Di Grégorio   |                       |                              |
| 95 | Arnaud Gérard      |                       |                              |
| 96 | Tim Gudsell        |                       |                              |
| 97 | Matthieu Ladagnous |                       |                              |
| 98 | Anthony Roux       | winnaar 17e etappe    |                              |
| 99 | Wesley Sulzberger  |                       |                              |

### Fuji-Servetto
| #   | renner             | prestaties deze ronde | opmerkingen                  |
| --- | ------------------ | --------------------- | ---------------------------- |
| 101 | Juan José Cobo     | winnaar 19e etappe    |                              |
| 102 | Eros Capecchi      |                       | uitgevallen in de 13e etappe |
| 103 | David de la Fuente |                       |                              |
| 104 | Jesús del Nero     |                       |                              |
| 105 | Arkaitz Durán      |                       |                              |
| 106 | Beñat Intxausti    |                       |                              |
| 107 | Fredrik Kessiakoff |                       |                              |
| 108 | Robert Kišerlovski |                       | niet gestart in de 5e etappe |
| 109 | Davide Viganò      |                       | uitgevallen in de 13e etappe |

### Garmin-Slipstream
| #   | renner           | prestaties deze ronde | opmerkingen                   |
| --- | ---------------- | --------------------- | ----------------------------- |
| 111 | Tom Danielson    |                       | uitgevallen in de 18e etappe  |
| 112 | Julian Dean      |                       |                               |
| 113 | Tyler Farrar     | winnaar 11e etappe    | niet gestart in de 12e etappe |
| 114 | Ryder Hesjedal   | winnaar 12e etappe    | niet gestart in de 18e etappe |
| 115 | Martijn Maaskant |                       |                               |
| 116 | Daniel Martin    |                       |                               |
| 117 | Christian Meier  |                       | niet gestart in de 18e etappe |
| 118 | David Millar     | winnaar 20e etappe    |                               |
| 119 | Svein Tuft       |                       | uitgevallen in de 15e etappe  |

### Lampre
| #   | renner            | prestaties deze ronde    | opmerkingen                   |
| --- | ----------------- | ------------------------ | ----------------------------- |
| 121 | Damiano Cunego    | winnaar 8e en 14e etappe | niet gestart in de 17e etappe |
| 122 | Alessandro Ballan |                          | niet gestart in de 17e etappe |
| 123 | Emanuele Bindi    |                          |                               |
| 124 | Vitalij Boets     |                          | niet gestart in de 12e etappe |
| 125 | Enrico Gasparotto |                          |                               |
| 126 | Marco Marzano     |                          | uitgevallen in de 14e etappe  |
| 127 | Massimiliano Mori |                          |                               |
| 128 | Paolo Tiralongo   |                          |                               |
| 129 | Francesco Tomei   |                          | uitgevallen in de 12e etappe  |

### Liquigas
| #   | renner           | prestaties deze ronde | opmerkingen |
| --- | ---------------- | --------------------- | ----------- |
| 131 | Ivan Basso       |                       |             |
| 132 | Daniele Bennati  |                       |             |
| 133 | Maciej Bodnar    |                       |             |
| 134 | Kjell Carlström  |                       |             |
| 135 | Roman Kreuziger  |                       |             |
| 136 | Manuel Quinziato |                       |             |
| 137 | Fabio Sabatini   |                       |             |
| 138 | Sylwester Szmyd  |                       |             |
| 139 | Oliver Zaugg     |                       |             |

### Quick Step
| #   | renner          | prestaties deze ronde | opmerkingen                   |
| --- | --------------- | --------------------- | ----------------------------- |
| 141 | Tom Boonen      |                       | uitgevallen in de 13e etappe  |
| 142 | Carlos Barredo  |                       | uitgevallen in de 9e etappe   |
| 143 | Allan Davis     |                       | uitgevallen in de 9e etappe   |
| 144 | Kevin De Weert  |                       |                               |
| 145 | Stijn Devolder  |                       |                               |
| 146 | Matteo Tosatto  |                       | uitgevallen in de 19e etappe  |
| 147 | Marco Velo      |                       |                               |
| 148 | Wouter Weylandt |                       | niet gestart in de 17e etappe |
| 149 | Maarten Wynants |                       |                               |

### Rabobank
| #   | renner             | prestaties deze ronde | opmerkingen                  |
| --- | ------------------ | --------------------- | ---------------------------- |
| 151 | Óscar Freire       |                       | uitgevallen in de 13e etappe |
| 152 | Lars Boom          | winnaar 15e etappe    |                              |
| 153 | Juan Manuel Gárate |                       |                              |
| 154 | Robert Gesink      |                       |                              |
| 155 | Tom Leezer         |                       |                              |
| 156 | Paul Martens       |                       | uitgevallen in de 12e etappe |
| 157 | Koos Moerenhout    |                       |                              |
| 158 | Bram Tankink       |                       |                              |
| 159 | Pieter Weening     |                       |                              |

### Silence-Lotto
| #   | renner            | prestaties deze ronde | opmerkingen                 |
| --- | ----------------- | --------------------- | --------------------------- |
| 161 | Cadel Evans       |                       |                             |
| 162 | Christophe Brandt |                       |                             |
| 163 | Francis De Greef  |                       |                             |
| 164 | Mickaël Delage    |                       |                             |
| 165 | Philippe Gilbert  |                       |                             |
| 166 | Olivier Kaisen    |                       |                             |
| 167 | Matthew Lloyd     |                       |                             |
| 168 | Jürgen Roelandts  |                       |                             |
| 169 | Charles Wegelius  |                       | uitgevallen in de 4e etappe |

### Team Columbia-HTC
| #   | renner           | prestaties deze ronde                                      | opmerkingen                   |
| --- | ---------------- | ---------------------------------------------------------- | ----------------------------- |
| 171 | André Greipel    | winnaar 4e, 5e, 16e en 21e etappe winnaar puntenklassement |                               |
| 172 | Michael Albasini |                                                            | niet gestart in de 11e etappe |
| 173 | Bert Grabsch     |                                                            | niet gestart in de 18e etappe |
| 174 | Adam Hansen      |                                                            |                               |
| 175 | Greg Henderson   | winnaar 3e etappe                                          |                               |
| 176 | Kim Kirchen      |                                                            | niet gestart in de 6e etappe  |
| 177 | František Raboň  |                                                            |                               |
| 178 | Vicente Reynés   |                                                            |                               |
| 179 | Marcel Sieberg   |                                                            |                               |

### Team Milram
| #   | renner           | prestaties deze ronde | opmerkingen                   |
| --- | ---------------- | --------------------- | ----------------------------- |
| 181 | Gerald Ciolek    | winnaar 2e etappe     | uitgevallen in de 18e etappe  |
| 182 | Linus Gerdemann  |                       | niet gestart in de 12e etappe |
| 183 | Christian Knees  |                       |                               |
| 184 | Dominik Roels    |                       |                               |
| 185 | Thomas Rohregger |                       | niet gestart in de 10e etappe |
| 186 | Björn Schröder   |                       |                               |
| 187 | Matthias Russ    |                       | uitgevallen in de 13e etappe  |
| 188 | Martin Velits    |                       |                               |
| 189 | Paul Voss        |                       |                               |

### Team Saxo Bank
| #   | renner             | prestaties deze ronde   | opmerkingen                   |
| --- | ------------------ | ----------------------- | ----------------------------- |
| 191 | Andy Schleck       |                         | uitgevallen in de 8e etappe   |
| 192 | Kurt-Asle Arvesen  |                         |                               |
| 193 | Matti Breschel     |                         |                               |
| 194 | Fabian Cancellara  | winnaar 1e en 7e etappe | niet gestart in de 14e etappe |
| 195 | Jakob Fuglsang     |                         |                               |
| 196 | Aleksandr Kolobnev |                         |                               |
| 197 | Karsten Kroon      |                         |                               |
| 198 | Stuart O'Grady     |                         | niet gestart in de 17e etappe |
| 199 | Fränk Schleck      |                         | niet gestart in de 11e etappe |

### Vacansoleil
| #   | renner            | prestaties deze ronde | opmerkingen                   |
| --- | ----------------- | --------------------- | ----------------------------- |
| 201 | Matteo Carrara    |                       |                               |
| 202 | Borut Božič       | winnaar 6e etappe     |                               |
| 203 | Johnny Hoogerland |                       |                               |
| 204 | Sergej Lagoetin   |                       |                               |
| 205 | Björn Leukemans   |                       | uitgevallen in de 18e etappe  |
| 206 | Marco Marcato     |                       | niet gestart in de 12e etappe |
| 207 | Jens Mouris       |                       |                               |
| 208 | Matthé Pronk      |                       |                               |
| 209 | Lieuwe Westra     |                       |                               |

### Xacobeo-Galicia
| #   | renner                  | prestaties deze ronde | opmerkingen                   |
| --- | ----------------------- | --------------------- | ----------------------------- |
| 211 | Ezequiel Mosquera       |                       |                               |
| 212 | Gustavo César Veloso    | winnaar 9e etappe     |                               |
| 213 | Gustavo Domínguez       |                       |                               |
| 214 | Alberto Fernández Sainz |                       | niet gestart in de 12e etappe |
| 215 | David García            |                       |                               |
| 216 | David Herrero           |                       |                               |
| 217 | Serafín Martínez        |                       |                               |
| 218 | Gonzalo Rabuñal         |                       |                               |
| 219 | Edoeard Vorganov        |                       |                               |

1e etappe ·
2e etappe ·
3e etappe ·
4e etappe ·
5e etappe ·
6e etappe ·
7e etappe ·
8e etappe ·
9e etappe ·
10e etappe ·
11e etappe ·
12e etappe ·
13e etappe ·
14e etappe ·
15e etappe ·
16e etappe ·
17e etappe ·
18e etappe ·
19e etappe ·
20e etappe ·
21e etappe
Startlijst · Eindstanden · Afbeeldingen